# Trinciaforaggi
Il trinciaforaggi (detto anche trinciaforaggio) è una macchina agricola, solitamente fissa, usata per trinciare i foraggi secchi (fieno, paglia) destinati all'alimentazione del bestiame in particolare bovino. Con la trinciatura effettuata al momento del somministrazione il foraggio migliora la propria digeribilità per alcune specie animali, e diviene maggiormente miscelabile con altri prodotti destinati all'alimentazione.
Il trinciaforaggi tradizionale è composto essenzialmente da un vano convogliatore dove introdurre il foraggio, da un sistema di convogliamento a rulli che fa avanzare lo stesso foraggio da trinciare verso le parti taglienti, da una controlama fissa e da una ruota o da un tamburo girevoli e muniti di lame che provvedono al taglio; la ruota/tamburo ed rulli di alimentazione possono essere azionati a mano o a motore. La lunghezza del taglio è regolabile agendo sulla differenza di velocità di rotazione tra ruota tagliente e rulli di alimentazione.
Il trinciaforaggi tradizionale è stato oggi soppiantato da sistemi trincianti diversi applicati direttamente ai carri miscelatori o agli altri moderni sistemi di produzione e distribuzione delle razioni zootecniche, che tuttavia nella maggior parte dei casi basano il proprio funzionamento su principi diversi ed in particolare su rotori ad alta velocità con lame libere. Inoltre è sempre più frequente il ricorso alla trinciatura del foraggio secco già sul campo, durante la sua produzione ed in particolare durante la raccolta o pressatura, anziché al momento del suo utilizzo finale.
La trinciacaricatrice mobile è invece la macchina moderna il cui principio di funzionamento si avvicina a quello del trinciaforaggi tradizionale: in questo caso lo scopo è solitamente diverso, poiché con queste macchine vengono normalmente prodotti e raccolti, anziché i foraggi secchi, le biomasse verdi destinati all'acidificazione ed insilamento. Per questi motivi la trinciacaricatrice è una macchina agricola operatrice mobile di grandi dimensioni e capacità di lavoro, e solitamente dotata di propulsione propria.